# Lincolnia (genus)
Lincolnia is een geslacht van wantsen uit de familie van de Miridae (Blindwantsen). Het geslacht werd voor het eerst wetenschappelijk beschreven door Eyles & Carvalho in 1988.

## Soorten
Het genus is monotypisch en bevat alleen de volgende soort:

- Lincolnia lucernina Eyles & Carvalho, 1988